# Furacão Jimena (2003)
O furacão Jimena foi a décima tempestade nomeada e o segundo furacão da temporada de furacões de 2003 no Pacífico. Jimena se formou em 28 de agosto no extremo leste do Oceano Pacífico como uma depressão tropical e mudou-se para o oeste, onde rapidamente se tornou um furacão no dia seguinte. A tempestade moveu-se para o oeste no Oceano Pacífico Central, onde se tornou um furacão de categoria 2 na escala de furacões de Saffir-Simpson. Depois de atingir seu pico de força como furacão de categoria 2, a tempestade começou a enfraquecer devido ao aumento do cisalhamento do vento. Em 3 de setembro, Jimena passou pelas ilhas havaianas antes de se tornar uma depressão tropical. A tempestade enfraquecendo então cruzou a linha de dados internacional antes de se dissipar em 5 de setembro, tornando-se uma das poucas tempestades a cruzar 140ºW e a Linha de Data Internacional.
Jimena foi o primeiro furacão do Pacífico a ameaçar o Havaí desde o furacão Daniel da temporada de furacões de 2000 no Pacífico. No entanto, a tempestade enfraqueceu ao passar ao sul das ilhas e os efeitos de Jimena foram mínimos; não houve mortes ou ferimentos relatados na tempestade.

## História meteorológica
Uma área de mau tempo formou-se em 26 de agosto de 2003 e se deslocou para oeste. O clima perturbado então começou a se organizar e o sistema se tornou uma depressão tropical em 28 de agosto. Movendo-se para o oeste sobre águas maiores que 28 ° C. A Depressão tropical Dez-E rapidamente se intensificou em uma tempestade tropical e foi nomeada Jimena pelo National Hurricane Center.
Jimena continuou a se intensificar enquanto se movia para oeste. Em 29 de agosto, imagens de satélite mostraram um olho bem definido se desenvolvendo na tempestade, à medida que os ventos aumentaram para 97 km/h. Jimena foi mais tarde naquele dia promovido ao status de furacão. Às 1500 UTC, imagens de satélite visíveis mostraram a tempestade tendo um olho cheio de pequenas nuvens e desenvolvendo feições de bandas ao sul do centro da tempestade enquanto Jimena continuava a se mover para o noroeste. Conforme o furacão se aproximava da Bacia do Pacífico Central, os ventos atingiram uma intensidade de pico de 165 km/h e a pressão barométrica caiu para 970 milibares em 30 de agosto. Às 0600 UTC, o National Hurricane Center emitiu seu último aviso sobre Jimena quando a tempestade atingiu a área de responsabilidade do Centro de Furacões do Pacífico Central.

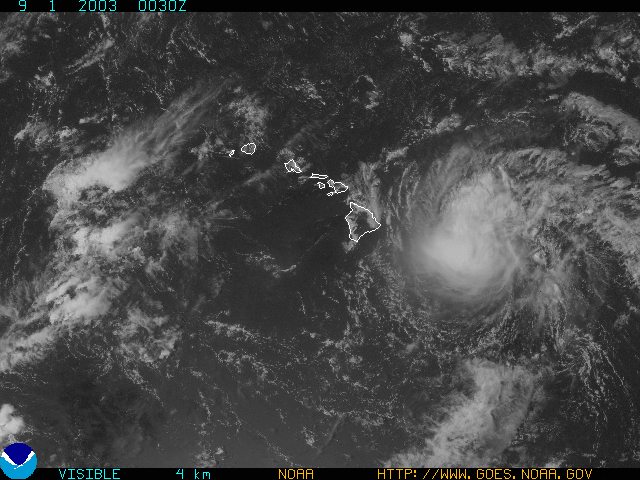
A tempestade tropical Jimena se aproxima do Havaí em 1º de setembro

Em 31 de agosto, Jimena encontrou forte cisalhamento do vento sul, fazendo com que enfraquecesse rapidamente e se transformasse em uma tempestade tropical em 1 de setembro. Jimena então virou oeste-sudoeste onde o centro da tempestade passou 105 milhas (165 km) ao sul do Havaí às 1500 UTC. Jimena continuou a enfraquecer à medida que o cisalhamento do vento aumentou e a tempestade enfraqueceu para uma depressão tropical em 3 de setembro. Depois de enfraquecer de volta para uma depressão, Jimena cruzou a Linha Internacional de Data em 5 de setembro às 0600 UTC,  onde se tornou a primeira tempestade a existir em todas as três bacias do Pacífico desde o furacão Dora de 1999. No entanto, Jimena foi rastreado apenas brevemente pelo Joint Typhoon Warning Center, uma vez que forte cisalhamento do vento resultou na circulação de baixo nível a ser exposta do centro e às 1727 UTC, o nível baixo quase se dissipou. Às 1800 UTC, o Joint Typhoon Warning Center emitiu o seu parecer final sobre Jimena quando a tempestade se dissipou 715 milhas (1151 km) a sudeste da Ilha Wake.

## Preparações e impacto

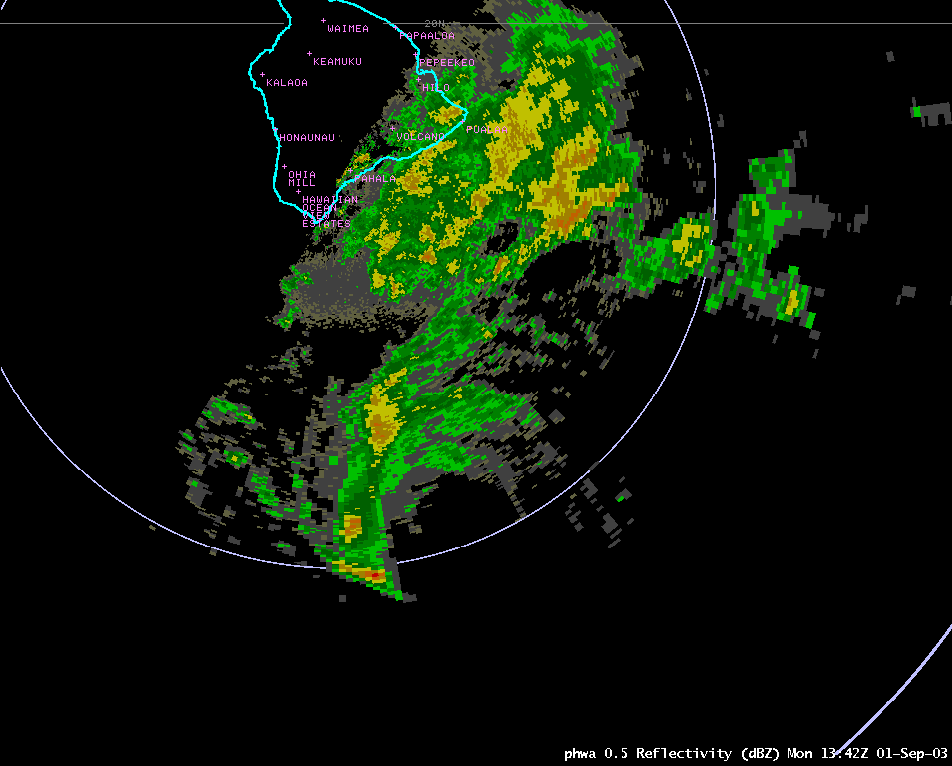
Tempestade tropical Jimena passando ao sul do Havaí em imagens de radar

Os meteorologistas do Centro de Furacões do Pacífico Central começaram a emitir um Alerta de Furacão para a Grande Ilha do Havaí em 31 de agosto às 0000 UTC ; no dia seguinte, o Centro de Furacões do Pacífico Central (CPHC) emitiu um alerta de tempestade tropical às 0300 UTC e um alerta de enchente. Os alertas e alertas levaram os residentes a fechar as janelas e estocar suprimentos de emergência. A aproximação da tempestade também fechou praias e levou as autoridades a cancelar atividades ao ar livre como precaução e a Cruz Vermelha americana abriu abrigos e forneceu serviços de emergência. Os preparativos para o furacão Jimena custaram à Cruz Vermelha americana $ 5.000 (2003 USD ).
Quando Jimena passou ao sul do Havaí como uma tempestade tropical cada vez mais fraca, trouxe fortes ventos e chuvas fortes para a ilha. Rajadas de vento fortes de 85-93 km/h foram relatados em South Point e Kahoolawe. Em Honolulu, uma estação meteorológica relatou ventos de 58 km/h enquanto uma estação em Kauai relatou ventos de 35 km/h. A tempestade fez cair 6-10 centímetros de chuva na Ilha Grande.  Em Glenwood, Havaí, a tempestade fez cair 214 mm de chuva. As chuvas de Jimena ajudaram a reduzir as condições de seca em toda a Ilha Grande. As seções costeiras das ilhas havaianas relataram ondas altas variando de 3-5 metros de altura.
Os fortes ventos de Jimena derrubaram árvores e danificaram linhas de energia, deixando 1.300 residentes sem eletricidade. As fortes chuvas da tempestade também causaram pequenas inundações no lado leste da Ilha Grande. No mar, ondas altas e fortes correntes trazidas pela tempestade resultaram em 350 nadadores sendo resgatados pela Guarda Costeira dos Estados Unidos, residentes, polícia estadual e local e bombeiros. No geral, não houve vítimas fatais ou feridos no furacão Jimena. O nome Jimena não foi retirado pela Organização Meteorológica Mundial na primavera de 2004 e foi usado na temporada de 2009.